# Kevin Kuske
Kevin Kuske (* 4. Januar 1979 in Potsdam) ist ein ehemaliger deutscher Bobsportler, der als Anschieber in den Bobteams von André Lange, Maximilian Arndt, Thomas Florschütz und Nico Walther aktiv war. Mit vier Gold- und zwei Silbermedaillen ist er der erfolgreichste Bobsportler bei Olympischen Winterspielen.

## Werdegang
Kevin Kuske wuchs in einer sportlichen Familie mit zwei jüngeren Geschwistern auf. Sein Vater, der Kriminalpolizist Norbert Kuske (* 1955), war Speerwerfer (Bestweite: 75,80 m) und 1969 Jugendmeister der DDR, seine Mutter, die Lehrerin Roswitha Berndt, war eine Hürdensprinterin der DDR-Spitzenklasse. Sein Bruder Lucas Kuske (* 1981) war bis 2009 ebenfalls Bobfahrer.
Der Sportsoldat der Bundeswehr Kevin Kuske begann als Leichtathlet (Sprinter). Seine Bestleistung über 100 m war 10,5 s und er gewann bei den Juniorenweltmeisterschaften 1998 in Annecy (Frankreich) als Schlussläufer der 4-mal-100-Meter-Staffel eine Bronzemedaille. Nach einer Verletzung war er jedoch nicht mehr Mitglied des Kaders. 1999 wurde er Bobfahrer. Von 1999 bis 2010 startete Kevin Kuske für den Verein BSR Rennsteig Oberhof, anschließend für den SC Potsdam.
Zusammen mit seinem Bobpiloten André Lange errang er jeweils als Anschieber bei den Olympischen Winterspielen 2002 in Salt Lake City die Goldmedaille im Viererbob und bei den Olympischen Winterspielen 2006 in Turin die Goldmedaille im Zweierbob sowie im Viererbob. Bei den Olympischen Winterspielen 2010 in Vancouver wurde Kuske mit Lange im Zweierbob zum vierten Mal Olympiasieger und Zweitplatzierter im Viererbob. Darüber hinaus gewann Kuske mit Lange von 2003 bis 2009 insgesamt elf Medaillen bei Bob-Weltmeisterschaften, wobei sie nur im Zweierbobwettbewerb der Bob-Weltmeisterschaft 2009 mit Platz 5 das Siegerpodest verfehlten.
Nach den Olympischen Winterspielen 2010 in Vancouver trat sein jahrelanger Bobpilot André Lange zurück. Er wechselte daraufhin zunächst zu Thomas Florschütz (BRC Riesa) und dann zu Maximilian Arndt (BSR Rennsteig Oberhof). Bei der Bob-Weltmeisterschaft 2012 in Lake Placid gewann er als Anschieber von Maximilian Arndt die Bronzemedaille im Zweierbob sowie Silber im Viererbob. Im Jahr darauf schied er als Anschieber wieder von Thomas Florschütz bei der Bob-Weltmeisterschaft 2013 im Zweierbob mit einer Oberschenkelverletzung aus. Auch die Olympischen Winterspiele 2014 in Sotschi verliefen für die beiden enttäuschend. Auch in der Saison 2014/15 fiel Kuske wegen Oberschenkelverletzung aus. 2016 schob er wieder für Maximilian Arndt den Zweierbob an und wurde nach der enttäuschenden Platzierung für den Viererbob nicht mehr berücksichtigt.
Am Saisonende kündigte Kuske an, in das Team von Nico Walther (BSC Sachsen Oberbärenburg) wechseln zu wollen. Mit Walther als Pilot erreichte er bei der Bob-Weltmeisterschaft 2017 den dritten Platz im Viererbob und gewann somit erstmals seit 2012 wieder eine WM-Medaille. Im Folgejahr gewann er bei den Olympischen Winterspielen 2018 in Pyeongchang eine Silbermedaille im Viererbob und avancierte dadurch mit vier Gold- und zwei Silbermedaillen zum erfolgreichsten Bobsportler der olympischen Geschichte. Unmittelbar nach dem Rennen gab Kuske das Ende seiner aktiven Karriere bekannt.
Kevin Kuske galt als einer der schnellsten Anschieber im Bobsport. Sein Rekord im Sprint über eine 30-Meter-Strecke liegt bei 3,69 Sekunden. Dies ist 0,09 Sekunden schneller als die Zeit, die Usain Bolt beim Olympiafinale 2008 in Peking im 100-Meter-Sprint der Männer, in dem er Weltrekord lief, über die ersten 30 Meter benötigte.
Für seine sportlichen Erfolge erhielt er das Silberne Lorbeerblatt.
Seit 2022 ist Kuske Stützpunktleiter des Bob- und Schlittensport Verband Brandenburg und hauptverantwortlicher Bobsport-Trainer vom SC Potsdam. Dort trainiert er unter anderem Zweierbob-Weltmeister Georg Fleischhauer.
Seit Juni 2023 ist Kevin Kuske Fitness- und Athletiktrainer beim Fußball-Regionalligisten VSG Altglienicke.

## Erfolge

### Weltcupsiege
| Nr. | Datum         | Ort            | Bahn                                                |
| --- | ------------- | -------------- | --------------------------------------------------- |
| 1.  | 7. Dez. 2002  | Innsbruck-Igls | Olympia Eiskanal Igls 1                             |
| 2.  | 7. Feb. 2003  | Calgary        | Bob- und Rennschlittenbahn im Canada Olympic Park 1 |
| 3.  | 20. Dez. 2003 | Altenberg      | Rennschlitten- und Bobbahn Altenberg 1              |
| 4.  | 14. Feb. 2004 | Innsbruck-Igls | Olympia Eiskanal Igls 1                             |
| 5.  | 27. Nov. 2004 | Winterberg     | Bobbahn Winterberg 1                                |
| 6.  | 11. Nov. 2005 | Calgary        | Bob- und Rennschlittenbahn im Canada Olympic Park 1 |
| 7.  | 19. Nov. 2005 | Lake Placid    | Olympia-Bobbahn Lake Placid 1                       |
| 8.  | 20. Jan. 2006 | St. Moritz     | Olympia Bob Run St. Moritz–Celerina 1               |
| 9.  | 1. Dez. 2006  | Calgary        | Bob- und Rennschlittenbahn im Canada Olympic Park 1 |
| 10. | 7. Dez. 2006  | Park City      | Bobbahn Park City 1                                 |
| 11. | 16. Dez. 2006 | Lake Placid    | Olympia-Bobbahn Mount Van Hoevenberg 1              |
| 12. | 7. Feb. 2007  | Winterberg     | Bobbahn Winterberg 1                                |
| 13. | 23. Feb. 2007 | Königssee      | Kombinierte Kunsteisbahn am Königssee 1             |
| 14. | 30. Nov. 2007 | Calgary        | Bob- und Rennschlittenbahn im Canada Olympic Park 1 |
| 15. | 26. Jan. 2008 | St. Moritz     | Olympia Bob Run St. Moritz–Celerina 1               |
| 16. | 6. Dez. 2008  | Altenberg      | Rennschlitten- und Bobbahn Altenberg 1              |
| 17. | 19. Dez. 2009 | Altenberg      | Rennschlitten- und Bobbahn Altenberg 1              |
| 18. | 16. Jan. 2010 | St. Moritz     | Olympia Bob Run St. Moritz–Celerina 1               |
| 19. | 9. Dez. 2011  | La Plagne      | Piste de La Plagne 2                                |
| 20. | 17. Nov. 2011 | Winterberg     | Bobbahn Winterberg 2                                |
| 21. | 8. Jan. 2012  | Altenberg      | Rennschlitten- und Bobbahn Altenberg 2              |
| 22. | 5. Jan. 2013  | Altenberg      | Rennschlitten- und Bobbahn Altenberg 2              |

| Nr. | Datum         | Ort            | Bahn                                                |
| --- | ------------- | -------------- | --------------------------------------------------- |
| 1.  | 25. Jan. 2001 | Park City      | Utah Olympic Park Track 1                           |
| 2.  | 17. Nov. 2001 | Lake Placid    | Olympia-Bobbahn Mount Van Hoevenberg 1              |
| 3.  | 8. Dez. 2001  | Innsbruck-Igls | Olympia Eiskanal Igls 1                             |
| 4.  | 26. Jan. 2002 | Cesana         | Cesana Pariol 1                                     |
| 5.  | 1. Dez. 2002  | Altenberg      | Rennschlitten- und Bobbahn Altenberg 1              |
| 6.  | 8. Dez. 2002  | Innsbruck-Igls | Olympia Eiskanal Igls 1                             |
| 7.  | 8. Feb. 2003  | Calgary        | Bob- und Rennschlittenbahn im Canada Olympic Park 1 |
| 8.  | 22. Nov. 2003 | Calgary        | Bob- und Rennschlittenbahn im Canada Olympic Park 1 |
| 9.  | 30. Nov. 2003 | Lake Placid    | Olympia-Bobbahn Mount Van Hoevenberg 1              |
| 10. | 21. Dez. 2003 | Altenberg      | Rennschlitten- und Bobbahn Altenberg 1              |
| 11. | 25. Jan. 2004 | St. Moritz     | Olympia Bob Run St. Moritz–Celerina 1               |
| 12. | 14. Feb. 2004 | Innsbruck-Igls | Olympia Eiskanal Igls 1                             |
| 13. | 12. Nov. 2005 | Calgary        | Bob- und Rennschlittenbahn im Canada Olympic Park 1 |
| 14. | 2. Dez. 2006  | Calgary        | Bob- und Rennschlittenbahn im Canada Olympic Park 1 |
| 15. | 3. Feb. 2008  | Königssee      | Kunsteisbahn Königssee 1                            |
| 16. | 30. Nov. 2008 | Winterberg     | Bobbahn Winterberg 1                                |
| 17. | 20. Dez. 2009 | Altenberg      | Rennschlitten- und Bobbahn Altenberg 1              |
| 18. | 10. Jan. 2010 | Königssee      | Kunsteisbahn Königssee 1                            |
| 19. | 17. Jan. 2010 | St. Moritz     | Olympia Bob Run St. Moritz–Celerina 1               |
| 20. | 24. Jan. 2010 | Innsbruck-Igls | Olympia Eiskanal Igls 1                             |
| 21. | 18. Nov. 2011 | Winterberg     | Bobbahn Winterberg 2                                |
| 22. | 28. Feb. 2016 | Königssee      | Kunsteisbahn Königssee 3                            |
| 23. | 17. Dez. 2017 | Park City      | Utah Olympic Park Track 4                           |
| 24. | 7. Jan. 2018  | Altenberg      | Rennschlitten- und Bobbahn Altenberg 4              |
| 25. | 21. Jan. 2018 | Königssee      | Kunsteisbahn Königssee 4                            |

## Gastauftritte in Filmen
2014 hatte Kuske in dem Märchenfilm Sechse kommen durch die ganze Welt aus der 7. Staffel der ARD-Märchen-Serie Sechs auf einen Streich eine Nebenrolle als Läufer.

## Ehrungen
- 2006, 2007, 2008: Sportler des Jahres von Brandenburg[6]